# Monchy-Humières
Monchy-Humières è un comune francese di 695 abitanti situato nel dipartimento dell'Oise della regione dell'Alta Francia.

## Società

### Evoluzione demografica
Abitanti censiti